# Гонсалес, Альберто (парагвайский футболист)
Альберто Гонсалес (Гонсалито) (исп. Rafael Enrique Ávalos (Gonzalito); 30 ноября 1921, Парагвай — 21 августа 2003) — парагвайский футболист, защитник. Участник чемпионата мира 1950 года, серебряный призёр чемпионата Южной Америки 1949 года.

## Биография
Альберто Гонсалес родился 30 ноября 1921 года.
Играл в футбол на позиции защитника. В 1946—1953 годах выступал в чемпионате Парагвая за «Олимпию» из Асунсьона.
Провёл 12 матчей за сборную Парагвая.
В 1949 году завоевал серебряную медаль чемпионата Южной Америки в Бразилии. Провёл 8 матчей, мячей не забивал.
В 1950 году вошёл в состав сборной Парагвая на чемпионате мира в Бразилии, где она не вышла из группы. Полностью отыграл оба матча против сборных Швеции (2:2) и Италии (0:2). 
Умер 21 августа 2003 года.